# 久保田裕二
久保田 裕二（くぼた ゆうじ） は、日本の技術者、工学博士。東芝首席技監や、日本機械学会関東支部長を務めた。

## 人物・経歴
1975年東京工業大学機械工学科卒業。大学ではあまり勉強せず、技術系以外の就職を考えていたが、誘いを受けたため、大学院修士課程修了後は、東京芝浦電気機械研究所に入所し、研究者となった。1991年には「音響環境下における大型衛星の振動予測手法に関する研究」で東京工業大学工学博士の学位を取得。東芝首席技監を経て、2006年日本機械学会関東支部長。日本機械学会出版センターセンター長を経て、2014年から日本機械学会常勤理事を務め、グローバル化などにあたった。